# Logarska dolina
Il Logarska Dolina è un trampolino situato a Ljubno, in Slovenia.

## Storia
Aperto nel 1952 e più volte ristrutturato, l'impianto ha ospitato una tappa della Coppa del Mondo di salto con gli sci 2012 e varie tappa della Coppa Continentale.

## Caratteristiche
Il trampolino ha il punto K a 85 m; il primato di distanza appartiene alla slovena Maja Vtič (95,5 m nel 2016). Il complesso è attrezzato con salti minori HS45, K20 e K8.